# 广中路街道
广中路街道，是中国上海虹口区下辖的一个街道办事处。

## 地理
广中路街道面积2.91平方公里，政府驻地：同心路127号。
- 东 淞沪铁路（同今轨道交通3号线部分）继续向北，沿东江湾路、西体育会路、中山北一路、沙泾港
- 西 沿水电路，折西转弯沿广中路，向南转弯沿北宝兴路、西宝兴路、东宝兴路，终于淞沪铁路（同今轨道交通3号线部分）
- 南 淞沪铁路（同今轨道交通3号线部分）与东宝兴路交汇处
- 北 汶水东路

## 行政区划
广中路街道下辖居委会：西江湾路居委会、商业一村居委会、商洛小区居委会、广中新村居委会、广中新村第二居委会、广中新村第三居委会、友谊新村居委会、广灵新村居委会、新虹居委会、灵新居委会、金属新村居委会、同心路居委会、同济居委会、何家宅居委会、八字桥居委会、柳营路居委会、黄山路居委会、恒业路居委会、华昌路居委会、横浜路居委会、株洲路居委会、花园城居委会等。